# Хінарени
Хінарени (англ. quinarenes, рос. хинарены) — манкудні ансамблі з трьох карбоциклічних кілець, де шестичленне хіноїдне кільце зв‘язане по 1,4-положеннях з непарночленними кільцями, обидва відрізняються за розміром кілець. Приклади: хінарен (І), хінарен (ІІ). 